# Maison de Charles IX
La maison de Charles IX est une maison située à Couleuvre, en France.

## Localisation
La maison est située au centre du bourg de Couleuvre, dans le département français de l'Allier, au carrefour des quatre principales rues du village (rue Marx-Dormoy, rue Jean-Jaurès, rue Jules-Ferry et rue Émile-Guillaumin).

## Historique
La maison est occupée aujourd'hui par le musée de la Porcelaine.
L'édifice est inscrit au titre des monuments historiques en 1991.